# Eclipse lunar de enero de 2019
| Eclipse total de luna 21 de enero de 2019                                                                    | Eclipse total de luna 21 de enero de 2019 |
| --- | ----------------------------------------- |
| Previo | Eclipse \| Eclipse total \| Saros         |
| Posterior | Eclipse \| Eclipse total \| Saros         |
| Totalidad desde Oria, Italia, 5:43 UTC.                                                                      |                                           |
| La Luna pasando de derecha a izquierda a través de la sombra de la Tierra (visto desde el hemisferio norte). |                                           |
| Saros | 134 (27 de 72)                            |
| Duración (h:min:s)                                                                                           |                                           |
| Total | 01:01:59                                  |
| Parcial | 03:16:47                                  |
| Penumbra | 05:11:37                                  |
| Contactos |                                           |
| P1 | 02:36:27 UTC                              |
| U1 | 03:33:53 UTC                              |
| U2 | 04:41:17 UTC                              |
| Máximo | 05:12:16 UTC                              |
| U3 | 05:43:16 UTC                              |
| U4 | 06:50:40 UTC                              |
| P4 | 07:48:04 UTC                              |

Un eclipse superlunar total ocurrió el 21 de enero de 2019, siendo el primero de los dos eclipses lunares de 2019, el siguiente eclipse total no ocurrirá hasta el 26 de mayo de 2021. Para los observadores en las Américas, el eclipse ocurrió entre la tarde y noche del domingo 20 de enero y las primeras horas de la mañana del lunes 21 de enero. Para los observadores en Europa y África, el eclipse ocurrió durante la mañana del 21 de enero. El eclipse ocurrió durante una superluna. y es también llamada Luna del Lobo.

## Visualización del eclipse
El eclipse fue visto en su totalidad desde América del Norte y del Sur, así como partes de Europa occidental y África noroccidental. Desde lugares en América del Norte. El eclipse comenzó durante las horas de la noche del 20 y parte de la madrugada del 21 de enero. Los observadores en lugares de Europa y gran parte de África pudieron ver parte del eclipse antes de que la Luna se ponga temprano en la mañana (antes del amanecer) del 21 de enero.
También se observó un Meteoro en el fenómeno natural. El impacto fue observado durante su totalidad, a las 4:41 (UTC), en el lado izquierdo de la Luna. Es el único caso documentado hasta ahora, de un impacto meteorológico en el susodicho satélite natural, durante un eclipse total lunar.

### Mapa
El siguiente mapa muestra las regiones desde las cuales fue posible ver el eclipse. En negro, las zonas que no observaron el eclipse; en blanco, las que sí lo vieron; y en gris, las regiones que pudieron ver el eclipse durante la salida o puesta de la luna.

### Perspectiva de la Luna
| Ésta simulación muestra la perspectiva desde la Luna al momento máximo del eclipse. El fenómeno fue visible sobre América, Océano Pacífico y partes del Ártico, África y Europa. |

## Desarrollo

Puntos de contacto relativos al umbral de la Tierra y las sombras penumbrales, aquí con la Luna cerca de su nodo descendente.

La sincronización de los eclipses lunares totales está determinada por sus contactos:
- P1 (Primer contacto): Comienzo del eclipse penumbral. La Luna toca el límite exterior de la penumbra terrestre.
- U1 (Segundo contacto): Comienzo del eclipse parcial. La Luna toca el límite exterior de la umbra terrestre.
- U2 (Tercer contacto): Comienzo del eclipse total. La superficie lunar entra completamente dentro de la umbra terrestre.
- Máximo del eclipse: Etapa de mayor ocultación del eclipse. La Luna está en su punto más cercano al centro de la umbra terrestre.
- U3 (Cuarto contacto): Fin del eclipse total. El punto más externo de la Luna sale de la umbra terrestre.
- U4 (Quinto contacto): Fin del eclipse parcial. La umbra terrestre abandona la superficie lunar.
- P2 o P4 (Sexto contacto): Fin del eclipse penumbral. La Luna escapa completamente de la sombra terrestre.

Las fases penumbrales del eclipse cambian la apariencia de la Luna solo un poco y generalmente no se notan.
| Ajustes de zona horaria desde UTC | Ajustes de zona horaria desde UTC | Américas                      | Américas                      | Américas                      | Américas                      | Américas                      | Atlántico                     | Atlántico                 | Atlántico                 | Europa/África             | Europa/África             | Europa/África             | Europa/África             |
| Ajustes de zona horaria desde UTC | Ajustes de zona horaria desde UTC | -8h                           | -7h                           | -6h                           | -5h                           | -4h                           | -3h                           | -2h                       | -1h                       | 0h                        | +1h                       | +2h                       | +3h                       |
| Ajustes de zona horaria desde UTC | Ajustes de zona horaria desde UTC | PST                           | MST                           | CST                           | EST                           | AST                           |                               |                           |                           | GMT WET WAT               | CET                       | EET MSK−1                 | FET MSK EAT               |
| --------------------------------- | --------------------------------- | ----------------------------- | ----------------------------- | ----------------------------- | ----------------------------- | ----------------------------- | ----------------------------- | ------------------------- | ------------------------- | ------------------------- | ------------------------- | ------------------------- | ------------------------- |
| Evento                            | Evento                            | Tarde y noche del 20 de enero | Tarde y noche del 20 de enero | Tarde y noche del 20 de enero | Tarde y noche del 20 de enero | Tarde y noche del 20 de enero | Tarde y noche del 20 de enero | Madrugada del 21 de enero | Madrugada del 21 de enero | Madrugada del 21 de enero | Madrugada del 21 de enero | Madrugada del 21 de enero | Madrugada del 21 de enero |
| P1                                | Comienza penumbral*               | 6:37 p. m.                    | 7:37 p. m.                    | 8:37 p. m.                    | 9:37 p. m.                    | 10:37 p. m.                   | 11:37 p. m.                   | 12:37 a. m.               | 1:37 a. m.                | 2:37 a. m.                | 3:37 a. m.                | 4:37 a. m.                | 5:37 a. m.                |
| U1                                | Comienza parcial                  | 7:34 p. m.                    | 8:34 p. m.                    | 9:34 p. m.                    | 10:34 p. m.                   | 11:34 p. m.                   | 12:34 a. m.                   | 1:34 a. m.                | 2:34 a. m.                | 3:34 a. m.                | 4:34 a. m.                | 5:34 a. m.                | 6:34 a. m.                |
| U2                                | Total comienza                    | 8:41 p. m.                    | 9:41 p. m.                    | 10:41 p. m.                   | 11:41 p. m.                   | 12:41 a. m.                   | 1:41 a. m.                    | 2:41 a. m.                | 3:41 a. m.                | 4:41 a. m.                | 5:41 a. m.                | 6:41 a. m.                | 7:41 a. m.                |
|                                   | Eclipse medio                     | 9:12 p. m.                    | 10:12 p. m.                   | 11:12 p. m.                   | 12:12 a. m.                   | 1:12 a. m.                    | 2:12 a. m.                    | 3:12 a. m.                | 4:12 a. m.                | 5:12 a. m.                | 6:12 a. m.                | 7:12 a. m.                | 8:12 a. m.                |
| U3                                | Total finaliza                    | 9:43 p. m.                    | 10:43 p. m.                   | 11:43 p. m.                   | 12:43 a. m.                   | 1:43 a. m.                    | 2:43 a. m.                    | 3:43 a. m.                | 4:43 a. m.                | 5:43 a. m.                | 6:43 a. m.                | 7:43 a. m.                | 8:43 a. m.                |
| U4                                | Finaliza parcial                  | 10:51 p. m.                   | 11:51 p. m.                   | 12:51 a. m.                   | 1:51 a. m.                    | 2:51 a. m.                    | 3:51 a. m.                    | 4:51 a. m.                | 5:51 a. m.                | 6:51 a. m.                | 7:51 a. m.                | 8:51 a. m.                | 9:51 a. m.                |
| P4                                | Finaliza penumbral*               | 11:48 p. m.                   | 12:48 a. m.                   | 1:48 a. m.                    | 2:48 a. m.                    | 3:48 a. m.                    | 4:48 a. m.                    | 5:48 a. m.                | 6:48 a. m.                | 7:48 a. m.                | 8:48 a. m.                | 9:48 a. m.                | 10:48 a. m.               |

- †: La Luna no fue visible durante esta parte del eclipse en esa zona horaria.

## Observaciones

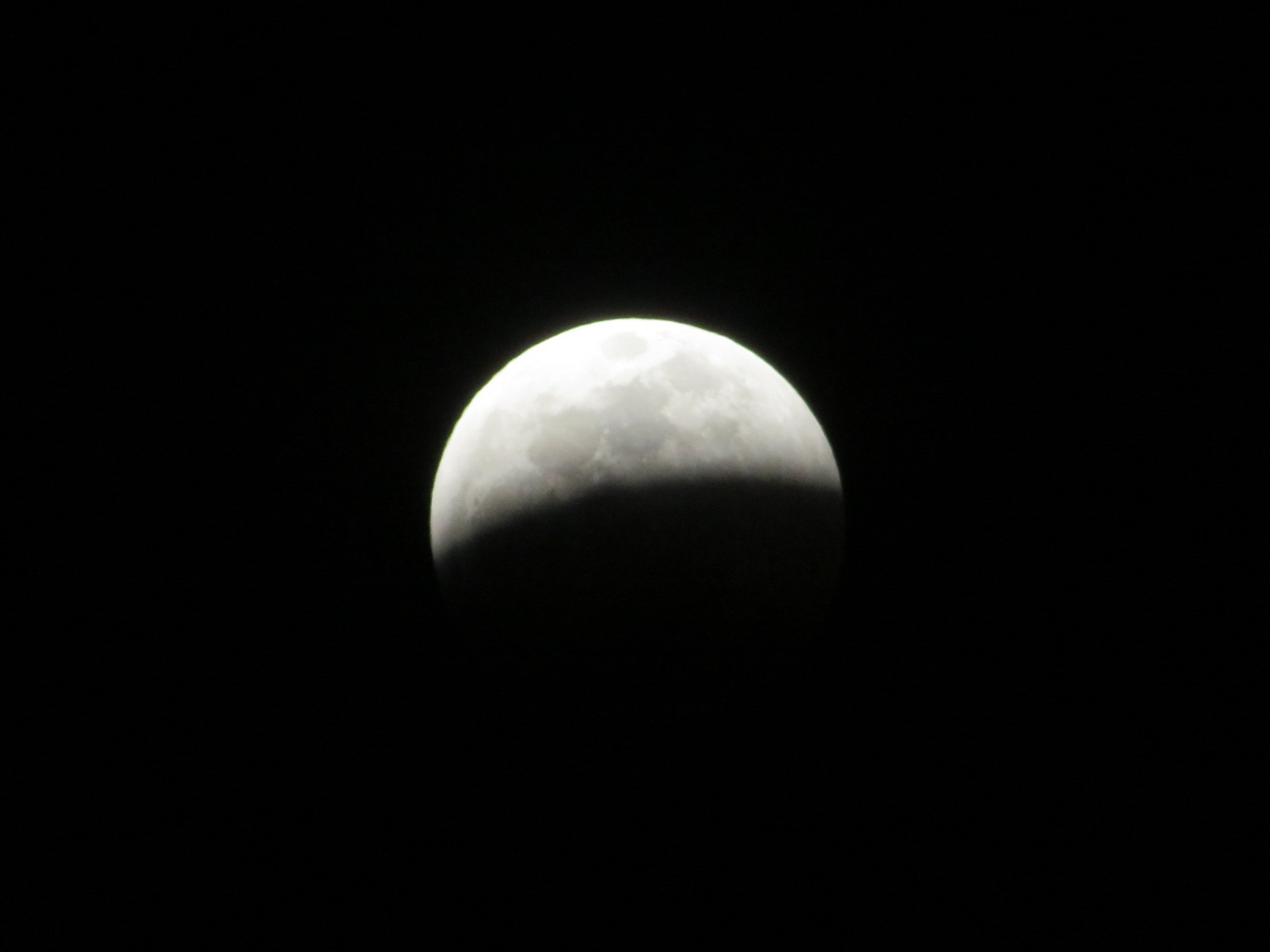
Eclipse parcial, una hora antes de la totalidad en Denver, Estados Unidos, 4:12 UTC (21:12 hora local)
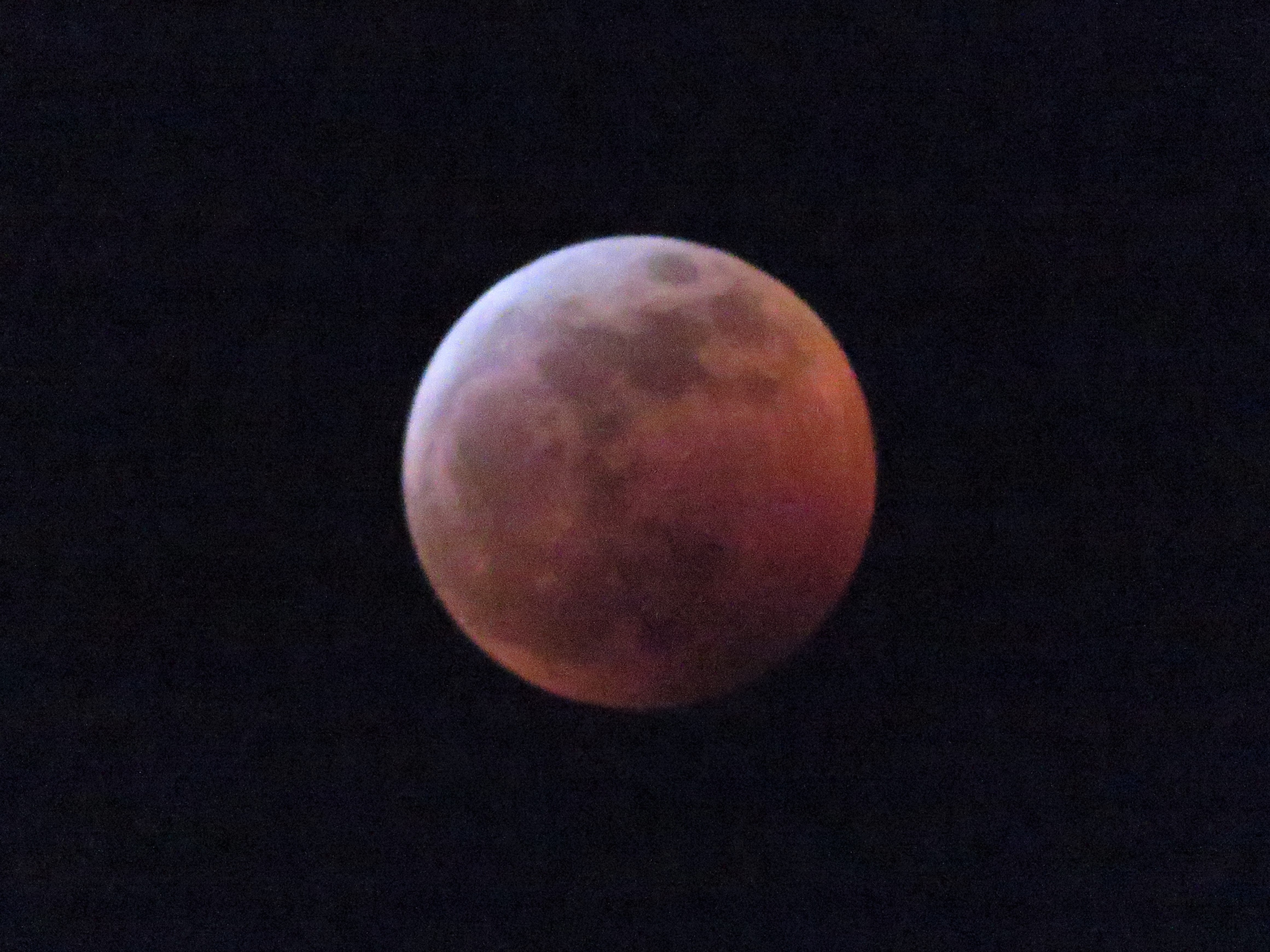
Totalidad en Denver, Estados Unidos, 5:02 UTC (22:02 hora local)
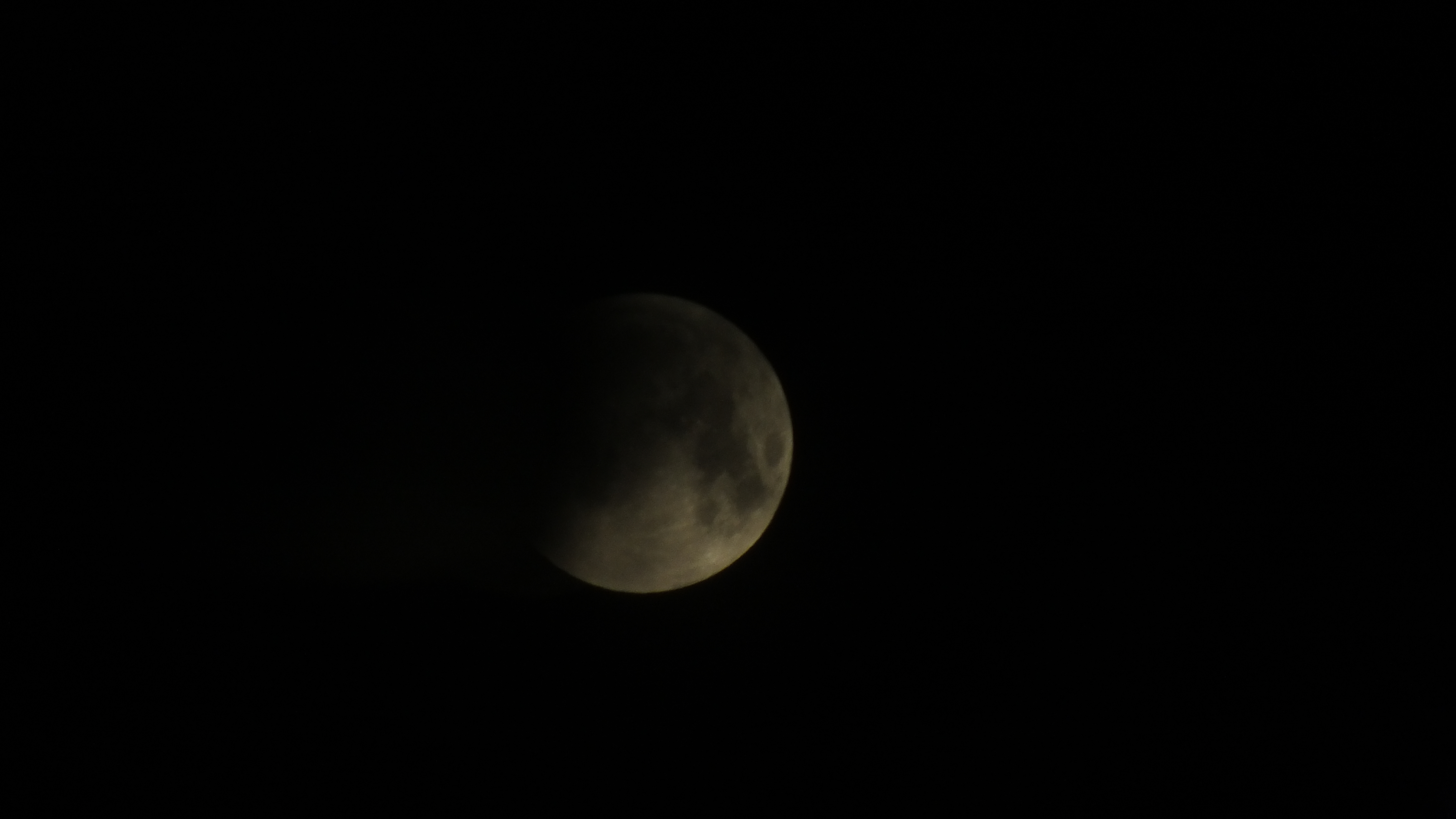
Moscú, Rusia, 3:49 UTC (6:49 hora local)
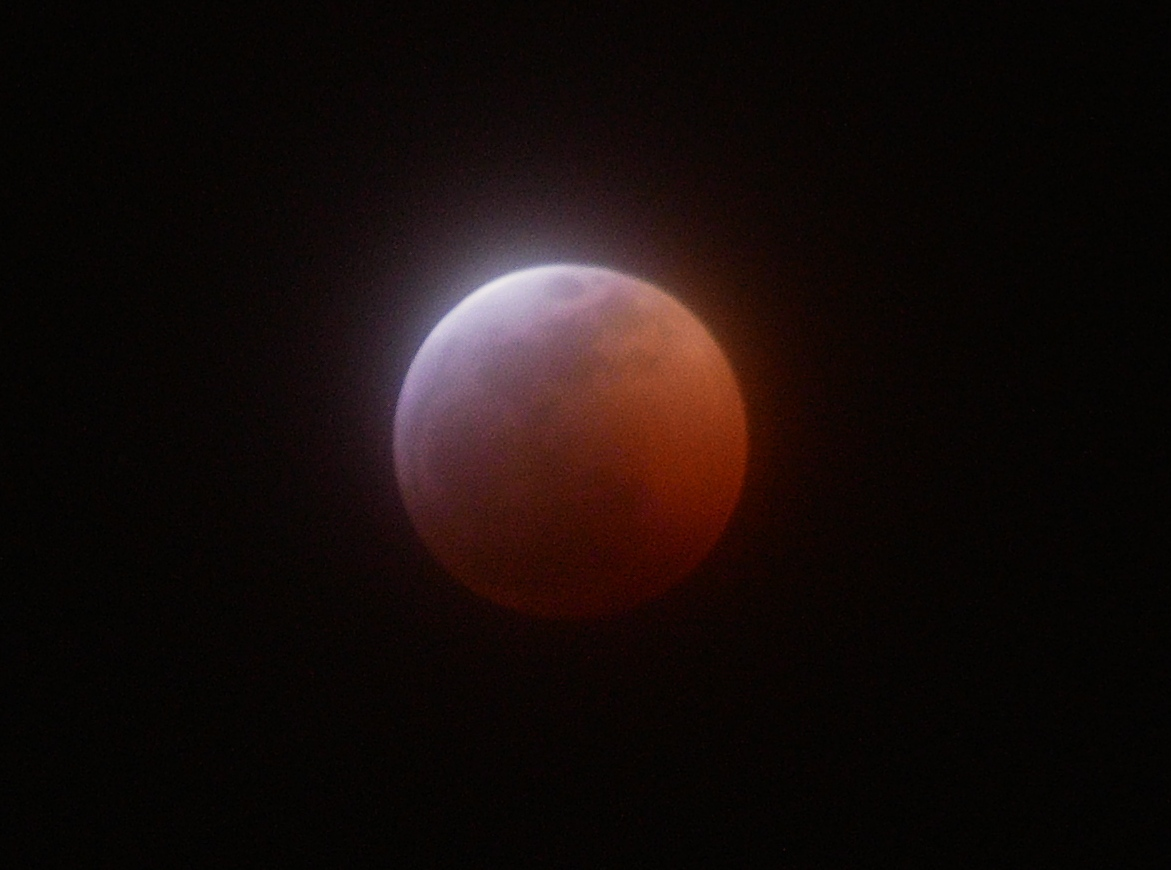
San Diego, California, Estados Unidos (20:41 hora local)
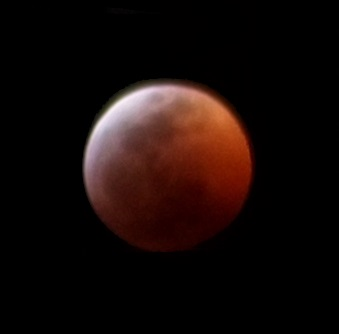
Chihuahua, México. 4:44 UTC (9:44 hora local)
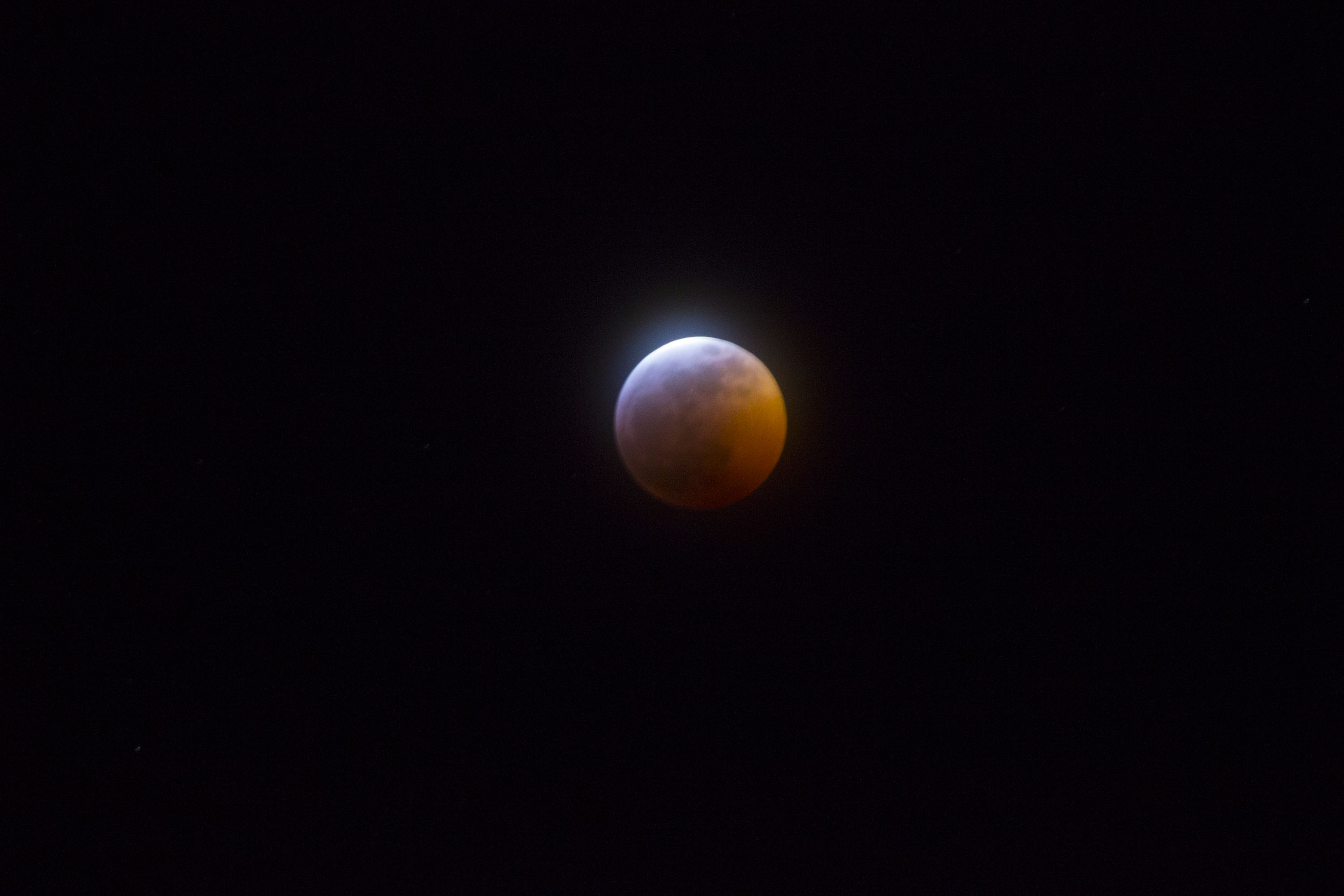
Lindsborg, Kansas (22:41 hora local)
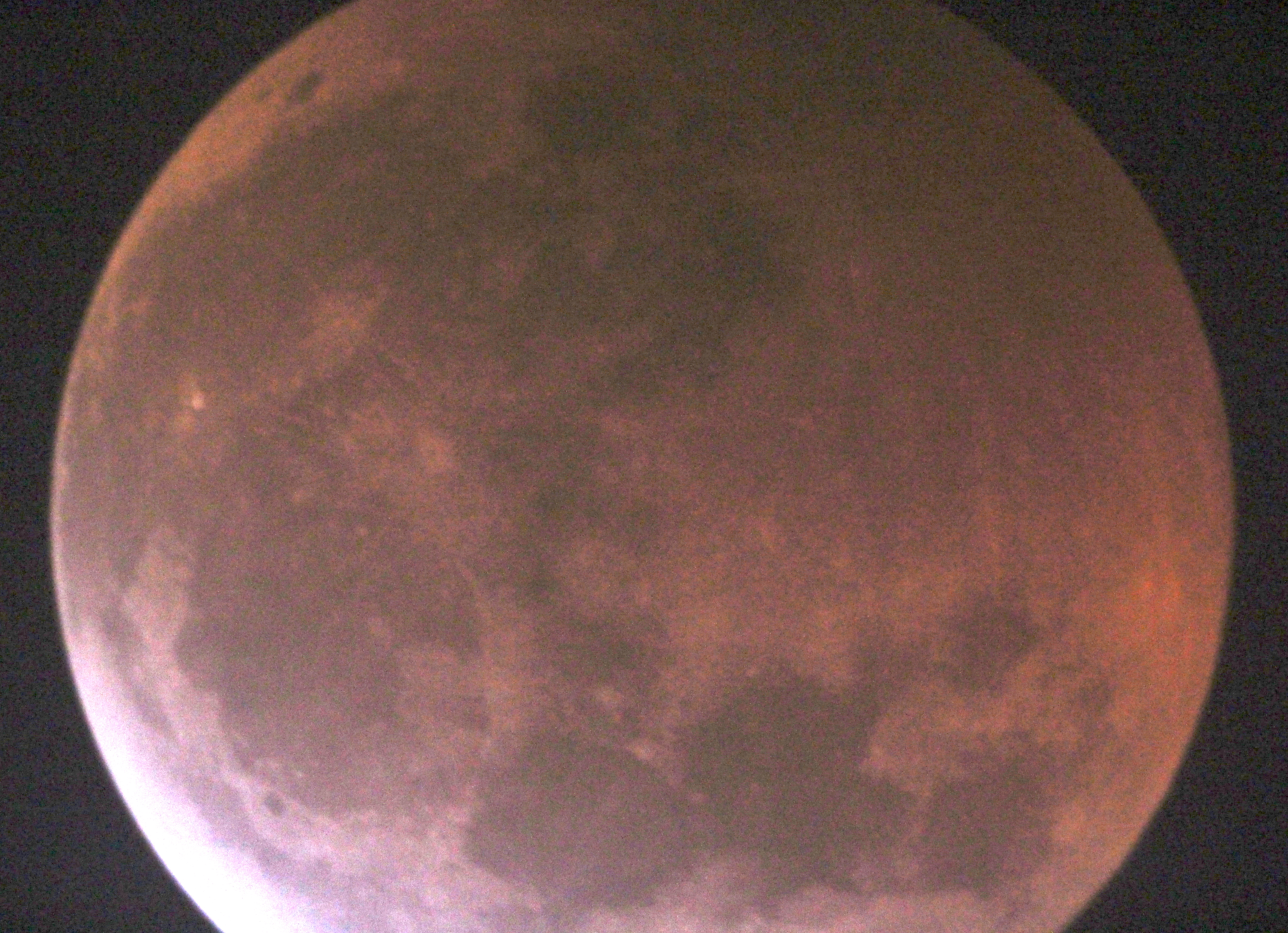
Totalidad en Coralville (Iowa) (23:07 Hora local)
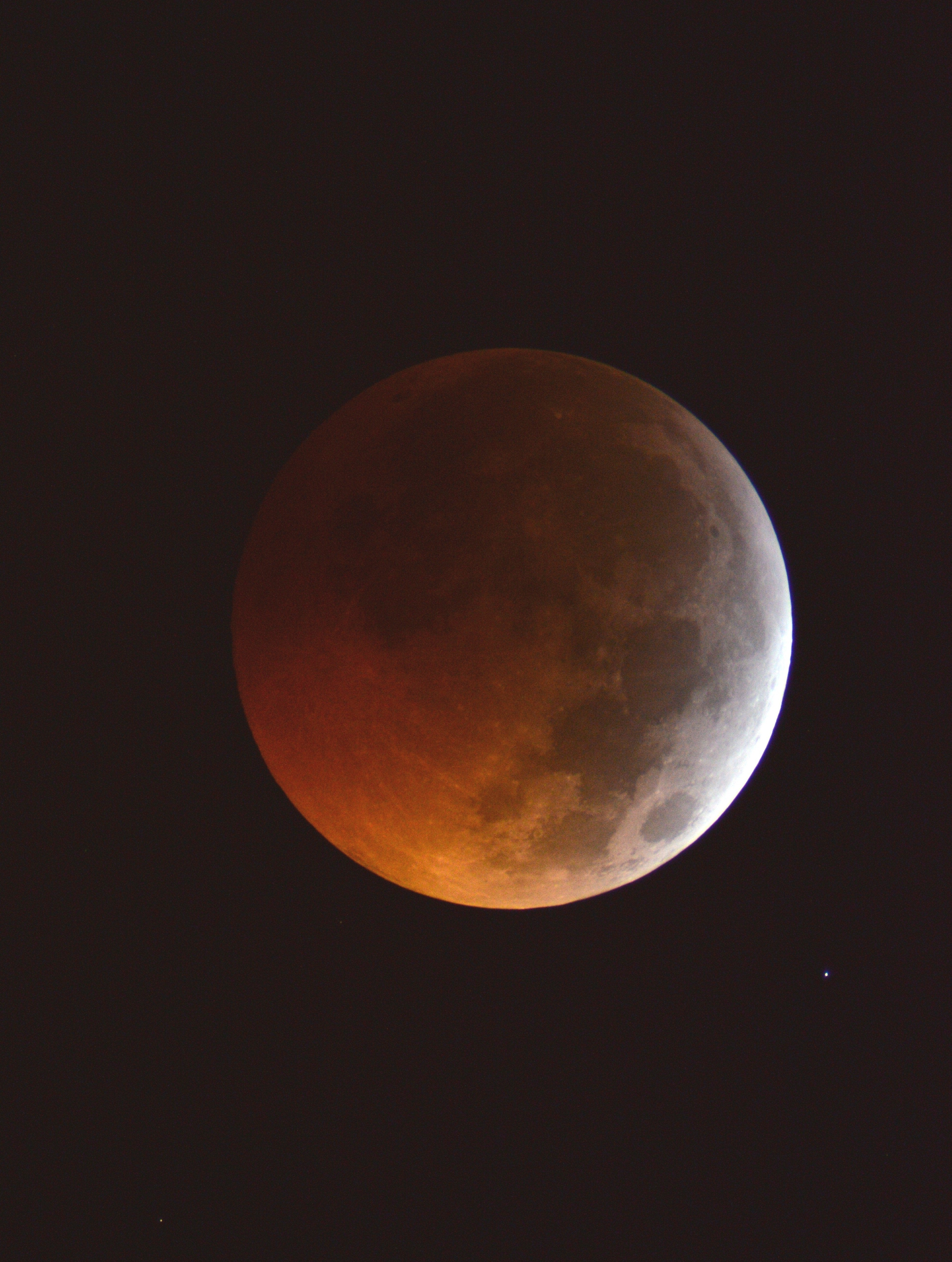
Eclipse total, observado desde Mar del Plata, Argentina

## Aparición
Tuvo lugar en la constelación de Cáncer, justo al oeste del Cúmulo El Pesebre.